# Høner
Høner (norrønt Hœnir) er en af aserne i den nordiske mytologi. Han bliver i Snorre Sturlasons Yngre Edda kaldt Den tavse as. En anden af guderne, Vidar, blev også kaldt den tavse. Denne guddom er meget vanskelig at tolke da han mest optræder i baggrunden af to af de vigtigste myter. I Ynglingesaga fortælles det at han sammen med Mimer blev udleveret som gidsel til vanerne som led i fredsslutningen efter krigen mellem aser og vaner. Aserne havde bildt vanerne ind at Høner ville være en beslutsom og god leder. Vanerne udvekslede dem derfor med deres bedste mænd, Njord og Frej, som siden boede i Asgård sammen med Freja. Da vanerne opdagede at han intet kunne uden Mimer, halshuggede de Mimer. Den anden myte genfortælles i digtet Völuspá. Her berettes det at Høner var involveret i skabelsen af de første mennesker, Ask og Embla:
| Unz þrír kvámu ór því liði öflgir ok ástkir æsir at húsi, fundu á landi lítt megandi Ask ok Emblu örlöglausa. Önd þau né áttu, óð þau né höfðu, lá né læti né litu góða; önd gaf Óðinn, óð gaf Hœnir, lá gaf Lóðurr ok litu góða. | Til Huse kom tre af de hulde, mægtige Asers ædle Skare. Kraftløse Væsner fandt de ved Voven, Ask og Embla, uden Skæbne. Ånde de drog ej, Ånd de ej havde, ej Blod, ej Lød, ej Liv og Lader. Ånde gav Odin, Ånd gav Høner, Lød gav Lodur og dertil Livsblod. |

I Gylfaginning er det Odins brødre Vile og Ve der tog del i skabelsen af mennesket. Da Snorre Sturlason selv kendte Völuspá, er det muligt at Høner var et andet navn for Vile. I Völuspá fortælles det også at Høner som en af de eneste guder ville overleve Ragnarök.
Høner nævnes også i skjaldedigtet Haustlöng heltedigtet Reginsmál.
Folke Ström har foreslået at han er en hypostase af Odin. Denne teori bygger på at han beskrives som Odins følgesvend og samsidder dvs. Odins fortrolige. På samme måde er det ham der giver Ask og Embla óðr (inspiration) — en gerning som traditionelt ligger indenfor Odins domæne.

## Moderne referencer
Hoenirkrateret på Callisto er opkaldt efter ham.